# Шинибаев, Махсут Даниярович
Махсут Даниярович Шинибаев (каз. Махсұт Дәниярұлы Шыныбаев, род. 18 июня 1949 года, село 1 Мая, Чимкентская область, Казахская ССР) — доктор физико-математических наук, профессор — главный научный сотрудник АО «НЦКИТ», г. Алматы с 2009—2017 гг. (по совместительству), профессор ЮКГПУ г. Шымкент. Область научных интересов: теория промежуточных орбит, динамика космического полёта, небесная механика. Шинибаев М. Д. — автор более 182 научных работ, среди которых 8 монографий, 30 учебных пособий, учебников, методических пособий по высшей математике и механике и др.
Научная сфера: небесная механика, Орбиты Хилла в ограниченной задаче трёх тел.
Место работы: «Национальный центр космических исследований и технологий» (АО «НЦ КИТ») и Южно-Казахстанский государственный педагогический университет (ЮКГПУ), Университет «Сырдария».
Научный руководитель: Владимир Григорьевич Дёмин, Сапа Василий Антонович.
Научный консультант: д.ф.м.н., профессор Тюреходжаев А. Н., д.ф.м.н., профессор МАИ Красинский А. Я., д.ф.м.н., профессор Журавлёв С. Г..

## Ранние годы
Родился 18 июня 1949 года. Отец Данияр работал в сельском совете, а мать была домохозяйкой. Детство у него было довольно не лёгким. В раннем детстве потерял любимую мать, о которой остались лишь теплые воспоминания. Рос в многодетной семье, с четырьмя братьями и двумя сестрами. Очень сильно был привязан к родному брату Балдану и сестрёнке Садеп. Брат Шинибаев Балдан, который также являлся научным деятелем в области гидравлики и кандидатом технических наук, окончил аспирантуру в Киеве. Махсут Даниярович в 1966 году окончил школу в хлопкосовхозе «Славянка» и в том же году поступил на механический факультет Казахского Химико-Технологического института. В 1970 году встретил свою будущую жену Шинибаеву Рахилу. С женой Рахилой прожил 49 лет счастливого брака, вырастил двоих сыновей Даута и Малика, и семерых внуков и внучек: Амина, Дана, Мухаммед, Айгерим, Алия, Мадина и Аскар. Окончил КазХТИ в 1971 году по специальности «Машины и аппараты химических производств». В 1982 году окончил аспирантуру в Московском государственном университете под руководством профессора Демина В. Г., и защитил кандидатскую диссертацию.

## Начало научной деятельности
В 1971 году окончил КазХТИ и получил диплом инженера механика по специальности «Машины и аппараты химических производств». В 1982 году окончил аспирантуру в Московском государственном университете под руководством профессора Демина В. Г., и защитил кандидатскую диссертацию на тему: «Вторая промежуточная орбита Хилла и её приложения в динамике спутников» по специальности теоретическая механика. В том же году ему была присуждена учёная степень кандидата физико-математических наук. В 1988 году присвоено учёное звание доцента по кафедре «Теоретическая механика». В 2002 году в г. Бишкек, Республика Киргизстан защитил докторскую диссертацию на тему: «Динамика поступательного движения пассивно гравитирующего тела постоянной и переменной масс в нецентральном поле тяготения» и в 2003 году присуждена учёная степень доктора физико-математических наук. В 2005 году ему было присвоено учёное звание профессора по специальности «Механика». Его научными руководителями были профессор Московского государственного университета, доктор физико-математических наук Владимир Григорьевич Дёмин и Заслуженный деятель науки, доктор физико-математических наук, член-корреспондент НАН РК Сапа Василий Антонович. Под руководством Шинибаева М. Д. защитили кандидатские диссертации по теоретической механике 10 аспирантов.
Под руководством Шинибаева М. Д. проводили научные исследования многие соискатели с разных вузов Казахстана. Уже будучи студентом Шинибаев М. Д. начал работать в КазХТИ (нынешний ЮКГУ им. М. О. Ауезова) и последующие годы посвятил преподаванию в таких вузах как МГТУ г. Шымкента, КазАтк им. Тынышпаева, Академический инновационный институт, Южно-Казахстанский государственный педагогический институт.

## Достижения
В 2013 году был награждён Сертификатом международной конференции «Modern Challenges and Decisions of Globalization» (Современные проблемы и решения Глобализации) Международного центра образования и технологии Нью-Йорк, США. До своих последних дней он работал по совместительству в АО «Национальный центр космических исследований и технологий», г. Алматы. В 2014 году за достигнутые успехи в области науки РК был награждён знаком «За заслуги в развитии науки РК».
Автор более 182 научных работ, среди которых 8 монографий, 30 учебных пособий, учебников, методических пособий по высшей математике и механике. Являлся участником более 45 научных конференций, последней конференцией являлась 3-я международная конференция «Промышленные технологии и инжиринг» ICITE-2016 28 октября 2016 года на которой он выступил с докладом на английском языке. Более 100 научных статей было опубликовано в известных журналах РК, СНГ и за рубежом. Его 3 монографии были изданы в немецком издательстве Palmarium academic publishing.
Все 47 лет своей научной деятельности Шинибаев М. Д. посвятил исследованиям в области построения промежуточной орбиты орбитального движения ИСЗ в поле тяготения Хилла. Монографии предназначены для специалистов в области теории движения ИСЗ, которые проектируют, наблюдают и прогнозируют движение неуправляемых космических аппаратов в нештатных режимах.
В 2018 году редактором «Американского журнала прикладного научного исследования» Джесси Райтом был приглашён редакционным участником или рецензентом данного журнала. За всю свою жизнь собрал огромную собственную библиотеку из более 1000 уникальных книг разных отраслей науки, таких как: математика, физика, механика, сопротивление материалов, теория механизмов и машин, детали машин, топология, информатика, педагогика, высшая математика, динамические ряды, теория вероятности, иностранные языки, словари, энциклопедии и справочники и многие другие, связанные с небесной механикой и решением дифференциальных уравнений.
Являлся одним из основных исполнителей следующих проектов:
1. «Разработать качественные, аналитические и численные методы исследования нестационарных задач динамики искусственных и естественных небесных тел. Разработать методы астрометрических вычислений для задач динамики космического полёта» по Программе фундаментальных исследований Ф.0351 «Развитие научно-методологических основ исследования и использования космического пространства, исследования Земли из космоса в интересах технологического и социально-экономического развития Республики Казахстан» (2006-2008 гг., Астрофизический институт НАН РК им. В. Г. Фесенкова (АФИФ).
2. «Разработать методы исследования нестационарных задач динамики искусственных космических объектов» по Программе фундаментальных исследований Ф.0487
3. «Изучение систем и объектов ближнего и дальнего космоса, исследования Земли из космоса, развитие научных основ космических технологий» (2009-2011 гг., АО «НЦКИТ»).
4. «Развитие методов исследования поступательно-вращательного движения искусственных космических объектов с учётом внешних возмущений» по Бюджетной программе 055 « Научная и (или) научно-техническая деятельность», подпрограмме 101 «Грантовое финансирование научных исследований» (2012-2014 гг., АО «НЦКИТ»).
5. «Развитие методов исследования возмущённого орбитального движения искусственных космических объектов» по Бюджетной программе 217 «Развитие науки», по программе 102 «Грантовое финансирование научных исследований» (2015-2017 гг., АО «НЦКИТ»).